# Œuvres inspirées par Jeanne d'Arc

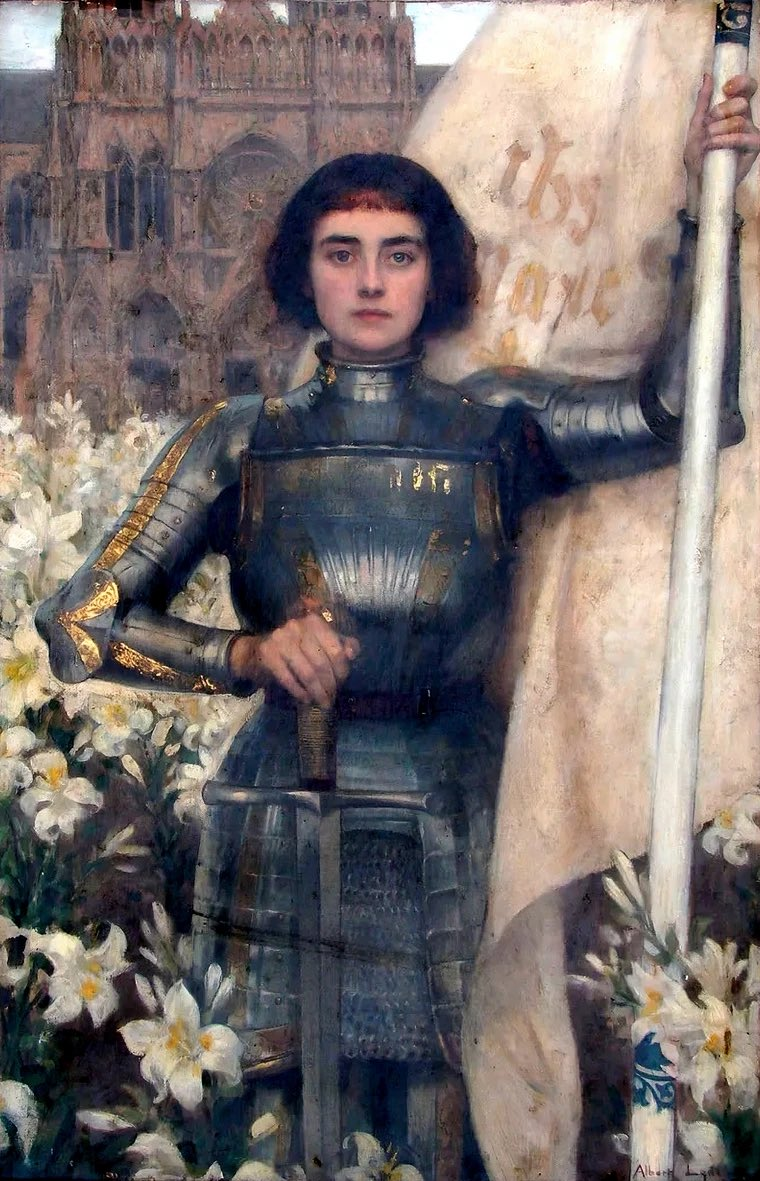
Jeanne d'Arc, tableau peint par Albert Lynch, 1901.

Cette page recense partiellement les œuvres inspirées par Jeanne d'Arc (1412-1431), figure emblématique de l'histoire de France et sainte de l'Église catholique.

## Architecture

### Édifices civils

#### Édifices civils liés à la vie de Jeanne d'Arc
- La maison natale de Jeanne d'Arc, à Domrémy-la-Pucelle (Vosges) ;
- le musée johannique de Domrémy-la-Pucelle ;
- le musée johannique de Vaucouleurs (Meuse) ;
- le musée Jeanne-d'Arc à Rouen (Seine-Maritime) ;
- la maison de Jeanne d'Arc à Orléans (Loiret).

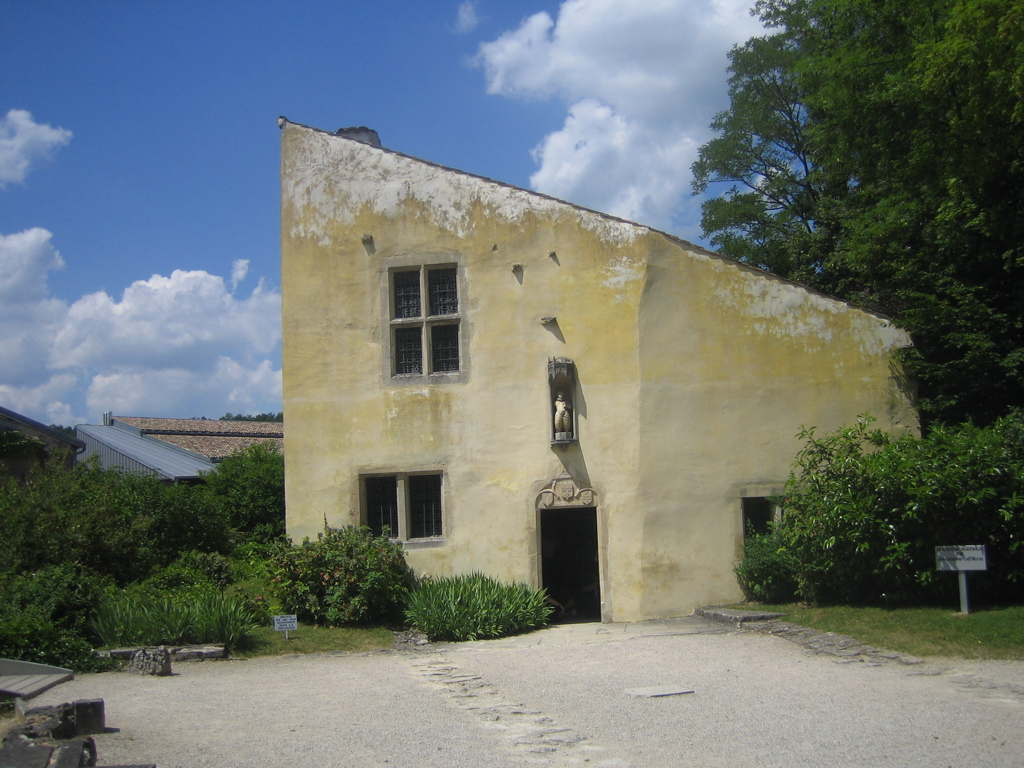
Maison natale de Jeanne d'Arc à Domrémy-la-Pucelle.
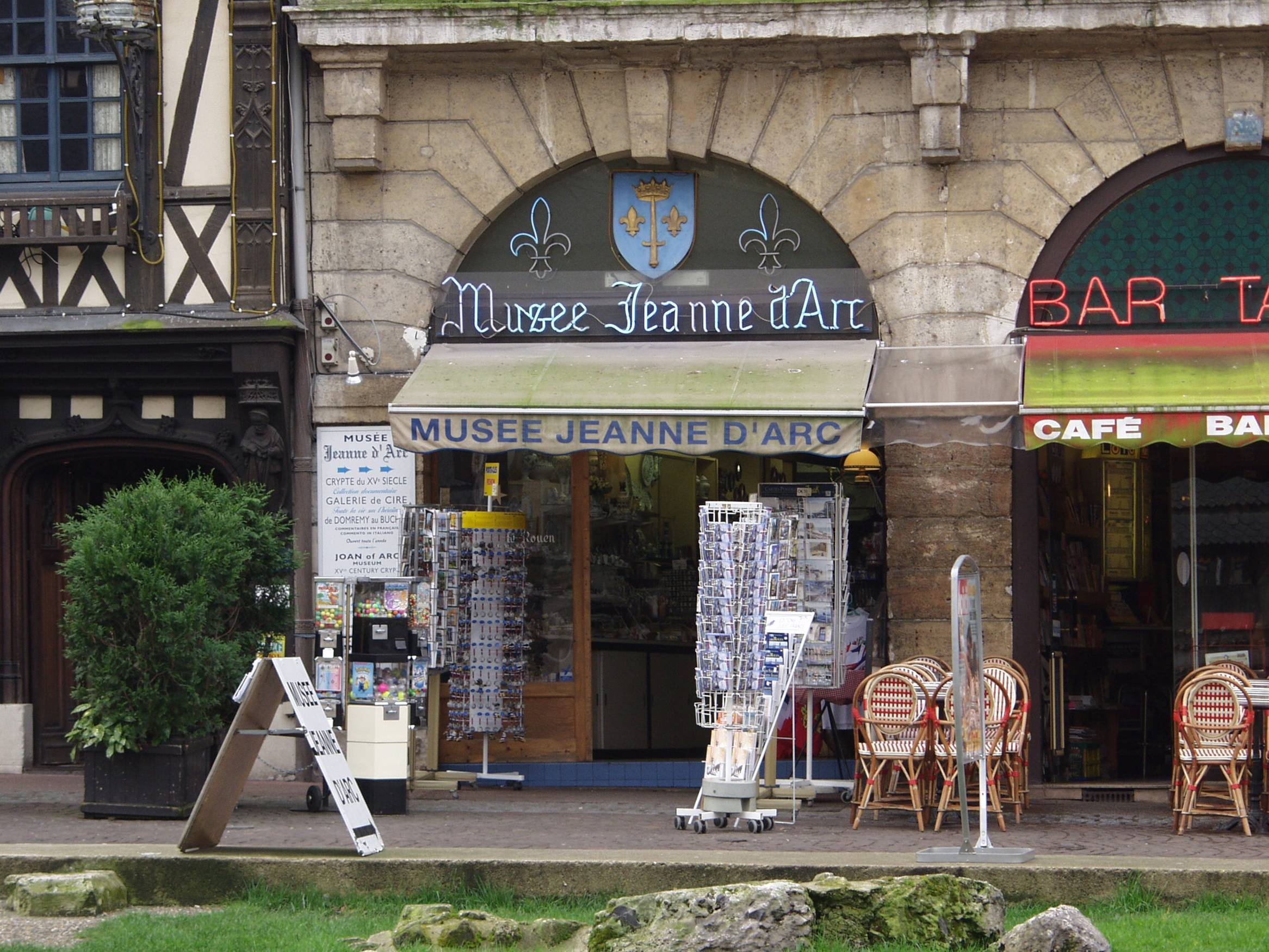
Façade du musée à Rouen.
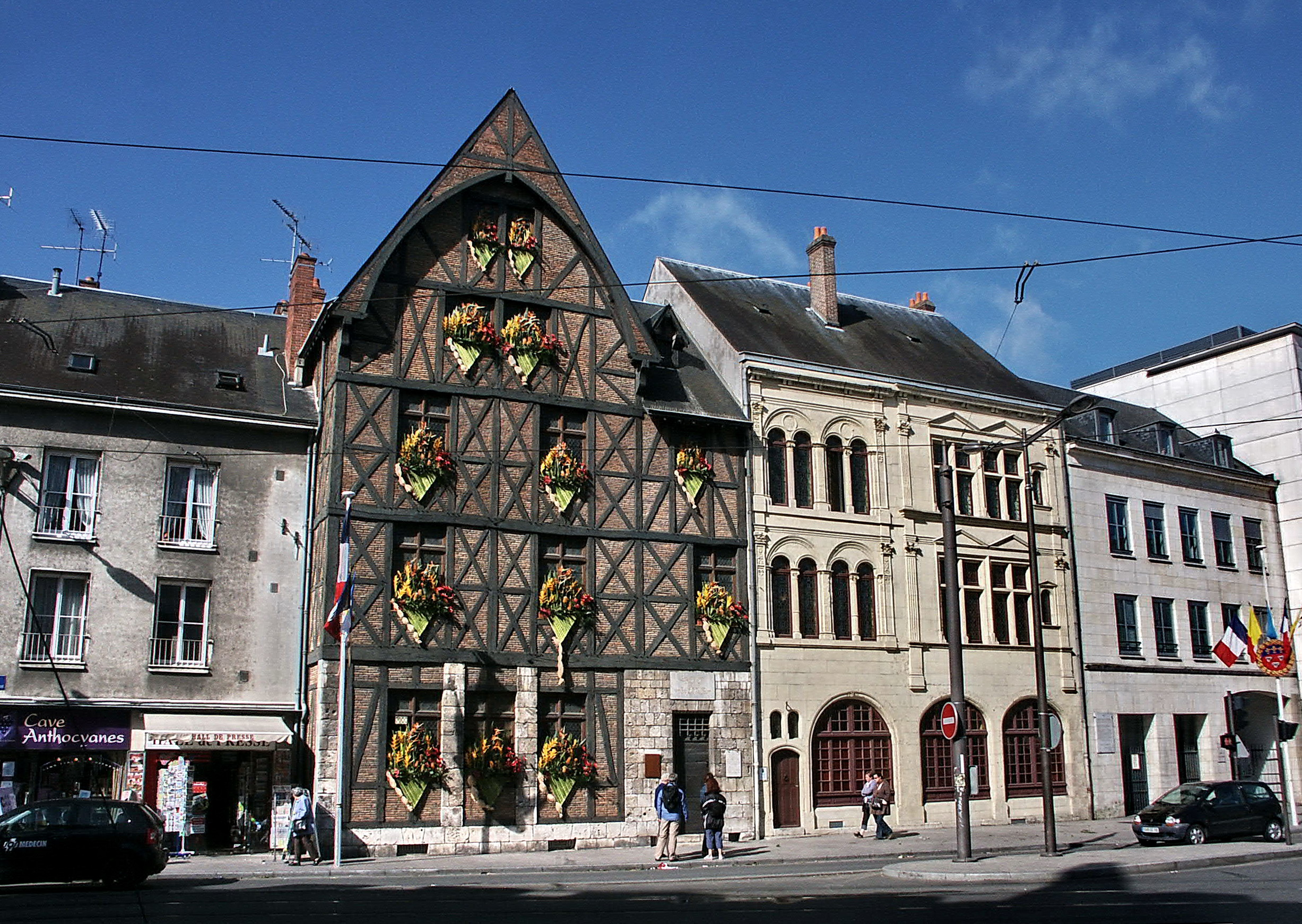
La maison de Jeanne d'Arc à Orléans.

#### Édifices civils nommés en mémoire de Jeanne d'Arc
- Institut Jeanne d'Arc, Copenhague (Danemark) (1924-1945)
- Plusieurs lycées Jeanne-d'Arc en France, au Sénégal et en Iran.

### Édifices religieux

#### Édifices religieux liés à la vie de sainte Jeanne-d'Arc
- La chapelle de Bermont, située à Greux (Vosges), où Jeanne priait ;
- la basilique de Saint-Nicolas-de-Port (Meurthe-et-Moselle) où elle se rendit avant son départ vers Chinon.

#### Édifices religieux placés sous le patronage de sainte Jeanne-d'Arc

##### Canada
- L'église Sainte-Jeanne-d'Arc du Lac-Saint-Jean (Québec, diocèse de Chicoutimi) ;
- l'église Sainte-Jeanne-d'Arc de Lefebvre (Québec, diocèse de Nicolet) ;
- l'église Sainte-Jeanne-d'Arc de Matane (ou de la Mitis) (Québec, diocèse de Rimouski) ;
- l'église Sainte-Jeanne-d'Arc de Montréal ;
- l'église Sainte-Jeanne-d'Arc d'Ottawa ;
- l'église Sainte-Jeanne-d'Arc de Saint-Faustin-Lac-Carré (Québec, diocèse de Mont-Laurier) ;
- l'église Sainte-Jeanne-d'Arc de Shawinigan-Sud (Québec) ;
- l'église Sainte-Jeanne-d'Arc de Sherbrooke (Québec).

##### Côte d'Ivoire
- La cathédrale Sainte-Jeanne-d'Arc de Katiola.

##### France

###### Basiliques
- La basilique du Bois-Chenu à Domrémy-la-Pucelle (Vosges) ;
- la basilique Sainte-Jeanne-d'Arc de Paris.

###### Chapelles
- La chapelle Sainte-Jeanne-d'Arc de Paris ;
- la chapelle Sainte-Jeanne-d'Arc de Saint-André (La Réunion).

###### Églises
- L'église Sainte-Jeanne-d'Arc d'Amiens (Somme) ;
- l'église Sainte-Jeanne-d'Arc de Beaurevoir (Aisne)
- l'église Sainte-Jeanne-d'Arc de Besançon (Doubs) ;
- l'église Sainte-Jeanne-d'Arc de Gien (Loiret) ;
- l'église Sainte-Jeanne-d'Arc de Lunéville (Meurthe-et-Moselle) ;
- l'église Sainte-Jeanne-d'Arc de Lyon (Rhône) ;
- l'église Sainte-Jeanne-d'Arc du Mans (Sarthe) ;
- l'église Sainte-Jeanne-d'Arc de Mulhouse (Haut-Rhin) ;
- l'église Sainte-Jeanne-d'Arc de Nice (Alpes-Maritimes) ;
- l'église Sainte-Jeanne-d'Arc de Rennes (Ille-et-Vilaine)
- l'église Sainte-Jeanne-d'Arc de Rouen (Seine-Maritime) ;
- l'église Sainte-Jeanne-d'Arc de Strasbourg (Bas-Rhin) ;
- l'église Sainte-Jeanne-d'Arc du Touquet-Paris-Plage (Pas-de-Calais) ;
- l'église Sainte-Jeanne-d'Arc de Vénissieux (Rhône) ;
- l'église Sainte-Jeanne-d'Arc de Versailles (Yvelines).

Besançon.
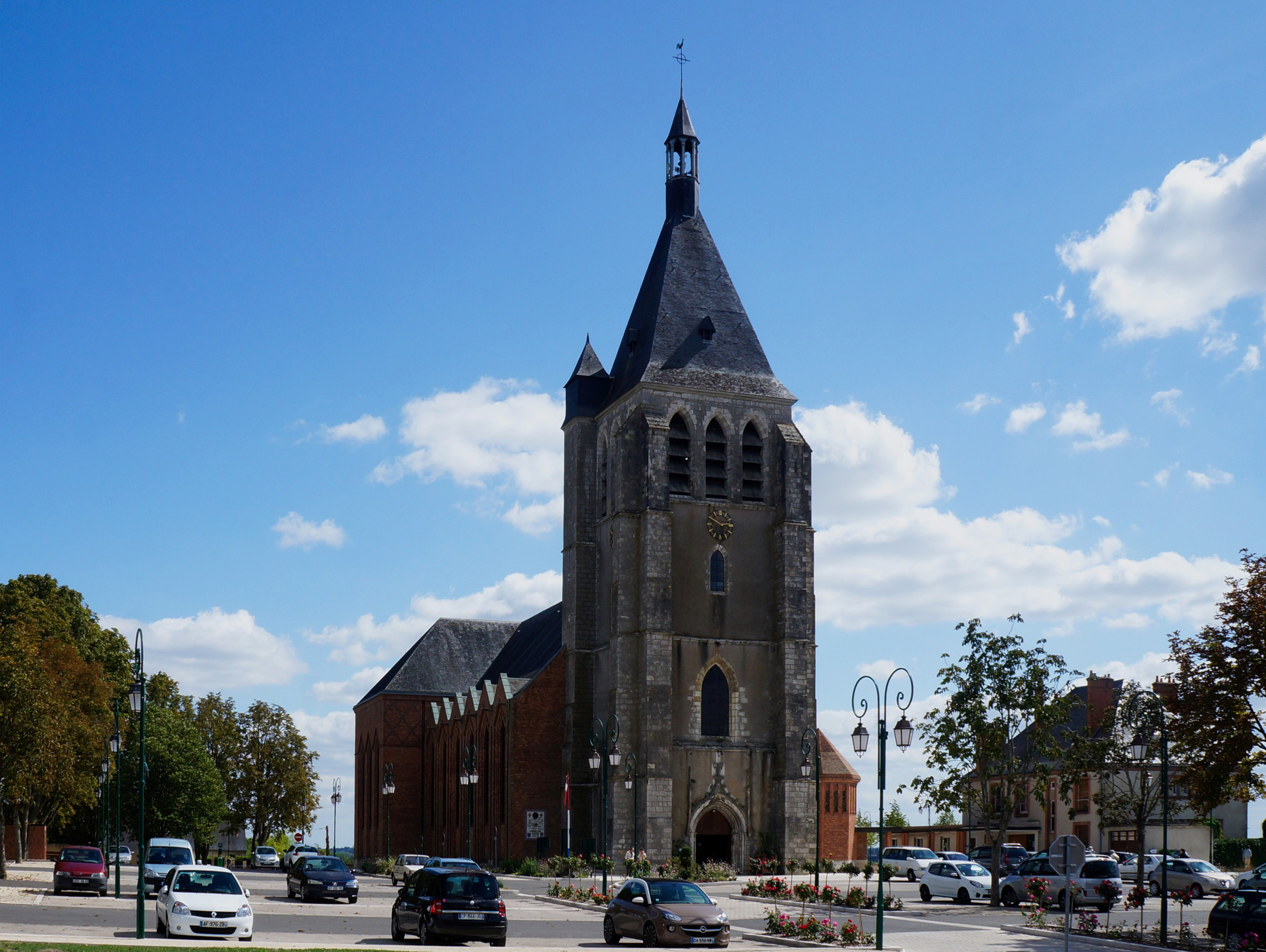
Gien.
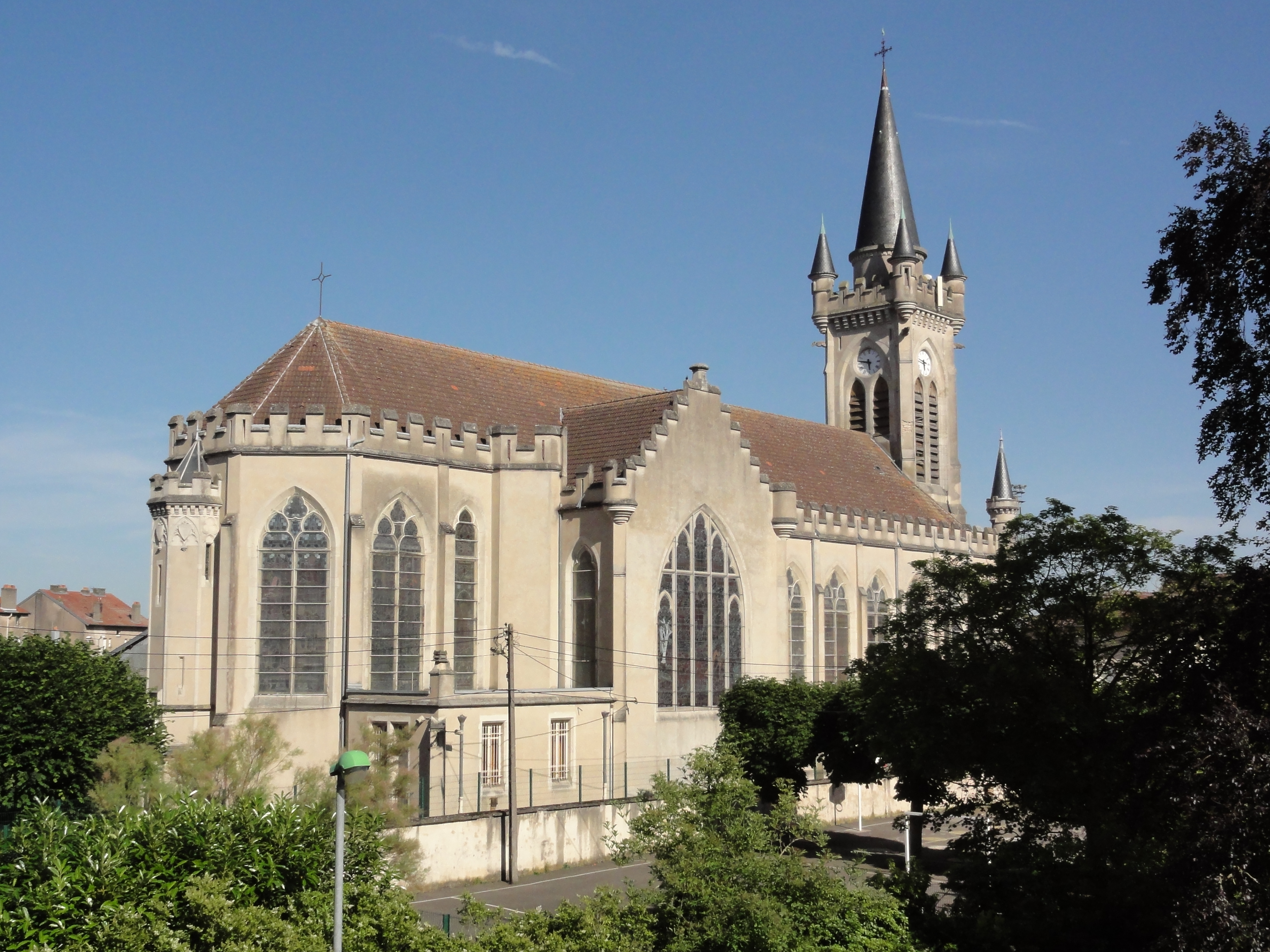
Lunéville.
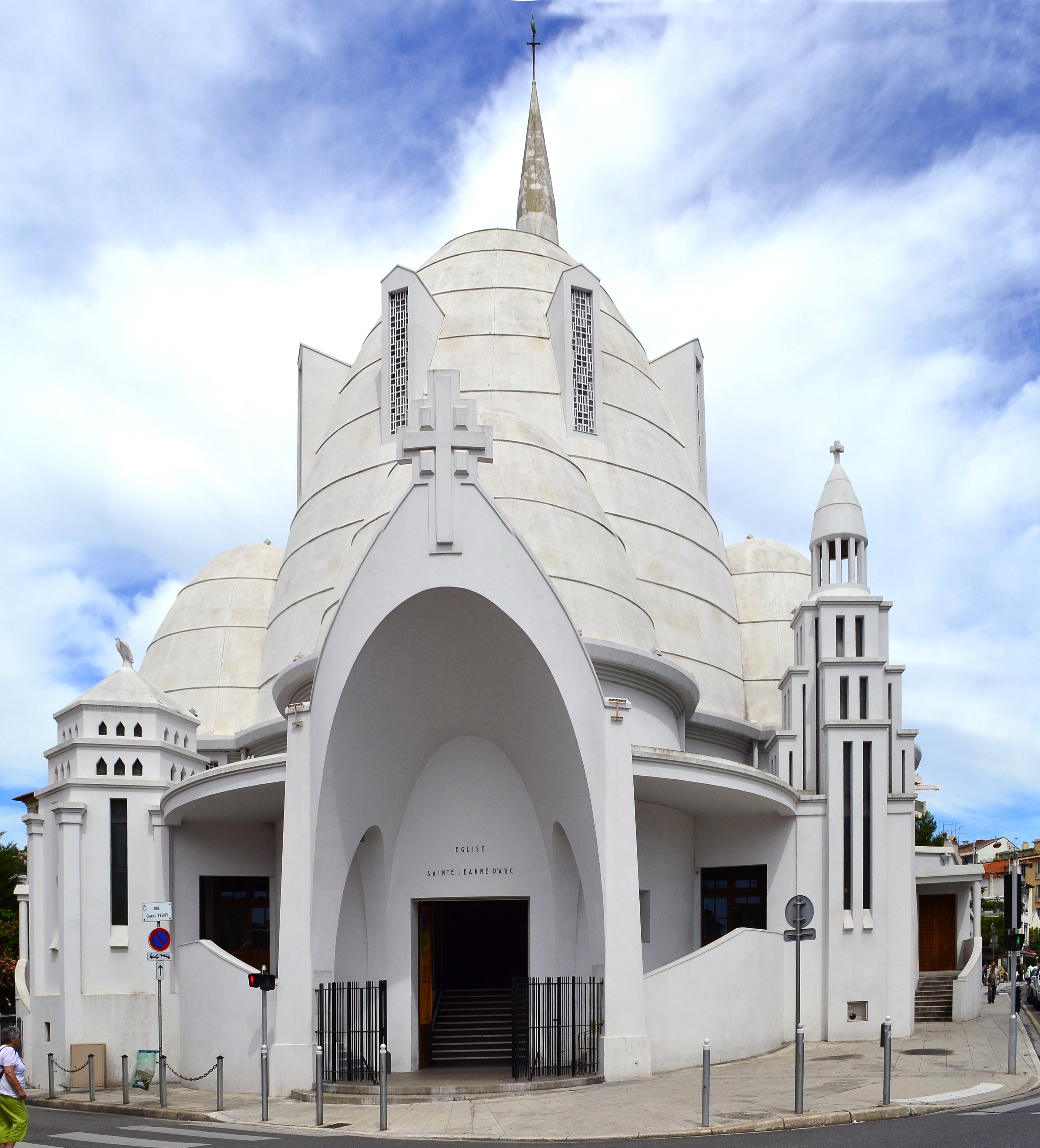
Nice.

##### Tunisie
- L'église Sainte-Jeanne-d'Arc de Tunis.

##### Viêt Nam
- L'église Sainte-Jeanne-d'Arc de Saïgon.

## Littérature

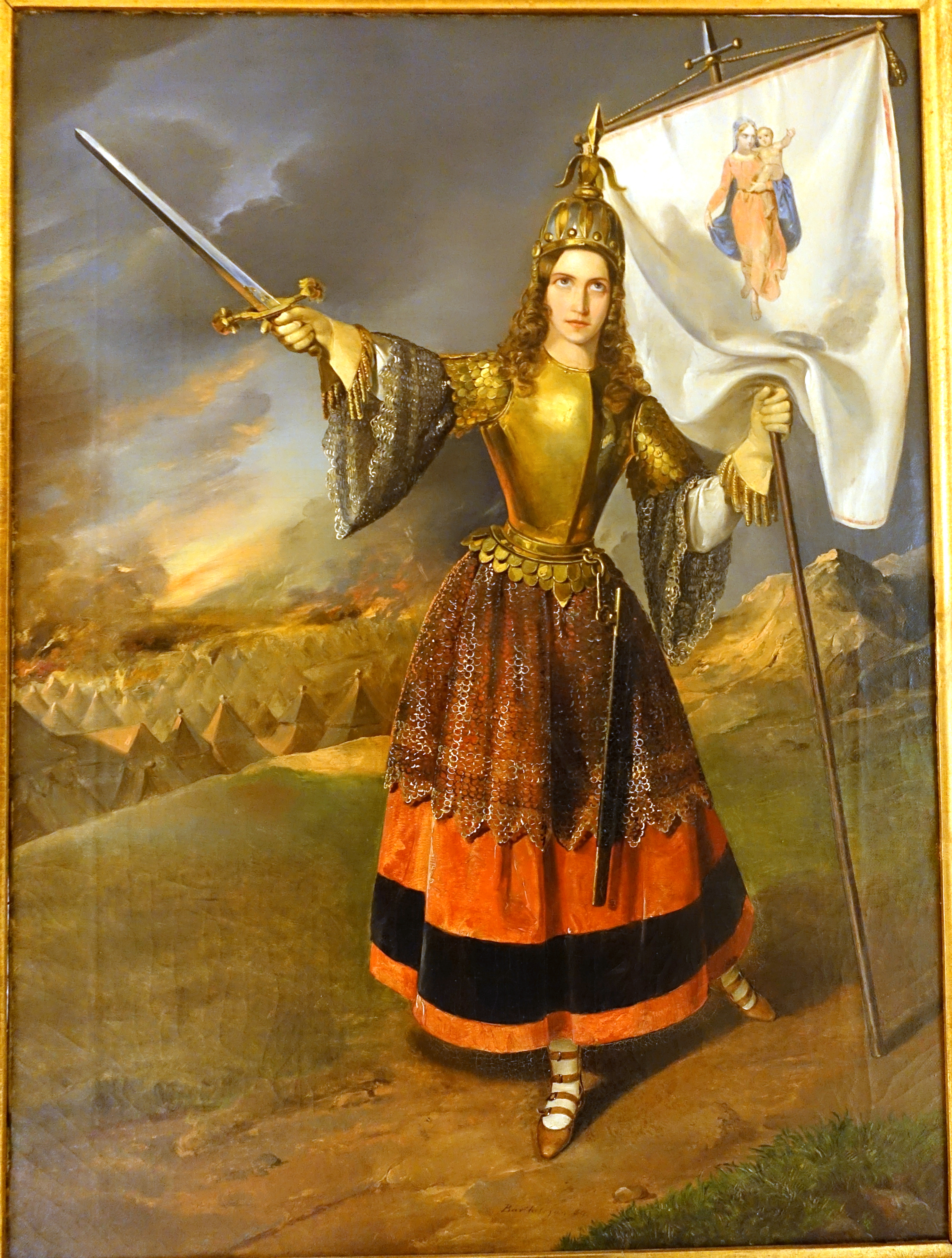
Johanna Christine Grosser comme Jeanne d'Arc dans le drame de Schiller, peinture de Gustav Adolf Barthel (1819–1898).

Le personnage, dans son ambivalence et sa grande complexité, a fasciné les écrivains et les dramaturges à travers les époques.
Jeanne d'Arc est contemporaine de l'auteure Christine de Pizan. Celle-ci, réfugiée dans un couvent durant la terreur bourguignonne, reprend espoir en entendant l'épopée de la pucelle d'Orléans. Le personnage de Jeanne d'Arc résonne chez l'auteure, dont le thème de prédilection est la défense de la place des femmes dans la société médiévale. Christine de Pizan achève son poème, Le Ditié de Jehanne d'Arc, peu de temps après le  sacre de Charles VII à Reims.
Charles Péguy en fait la figure centrale de son œuvre écrite, Jeanne d'Arc, bataillant à la réalisation sur terre de la cité harmonieuse, et incarnant en plus du salut, l'âme paysanne et pieuse de la France. Plusieurs volumes sont consacrés à des périodes distinctes de son existence : d'abord un drame, en trois actes, puis une épopée en trois parties distinctes publiée dans les Cahiers de la Quinzaine, enfin, la fresque des trois mystères, qui débute par le Mystère de la Charité de Jeanne d'Arc.
Les pièces les plus connues qui offrent une large diversité d'interprétation sur sa vie, ont été écrites par Shakespeare (Henri VI), Voltaire (La Pucelle d'Orléans), Schiller (La Pucelle d'Orléans), George Bernard Shaw (Sainte Jeanne), Jean Anouilh (L'Alouette) et Bertolt Brecht (Sainte Jeanne des abattoirs). En 1894, Thérèse de Lisieux écrit une pièce de théâtre inspirée par la Pucelle d'Orléans, dont elle interprète aussi le rôle.
Samuel Clemens a publié une biographie de fiction sous le nom de plume de Sieur Louis de Conte, sans utiliser son pseudonyme de Mark Twain. Thomas de Quincey, qui est l'un des seuls Anglais à prendre la défense de Jeanne d'Arc, a écrit une Jeanne d'Arc en 1847. Louis-Maurice Boutet de Monvel en fait un livre d'illustration pour enfants, en 1896, qui connaît un grand succès.

### Poésie
- 1429 : Le Ditié de Jehanne d'Arc, de Christine de Pizan[3].
- 1461 : Ballade des Dames du temps jadis, de François Villon, dans le recueil Le Grand Testament (sur Wikisource).
- 1516 : De gestis Johannæ virginis Francæ egregiæ bellatricis libri quattuor versu heroico, de Valerand de la Varanne.
- 1656 : La Pucelle ou la France délivrée, poème épique en 24 chants, de Jean Chapelain (réédition complète en 1882).
- 1755-1762 : La Pucelle d'Orléans, poème héroï-comique en 21 chants, de Voltaire.
- 1821 : L'Orléanide, poème national en 28 chants, de Philippe-Alexandre Le Brun de Charmettes.
- 1900 : Jeanne d'Arc faite prisonnière devant Compiègne – Sa captivité – Son supplice, de Lucien Cacouault.
- 1912 : La Tapisserie de sainte Geneviève et de Jeanne d'Arc, de Charles Péguy.

### Théâtre

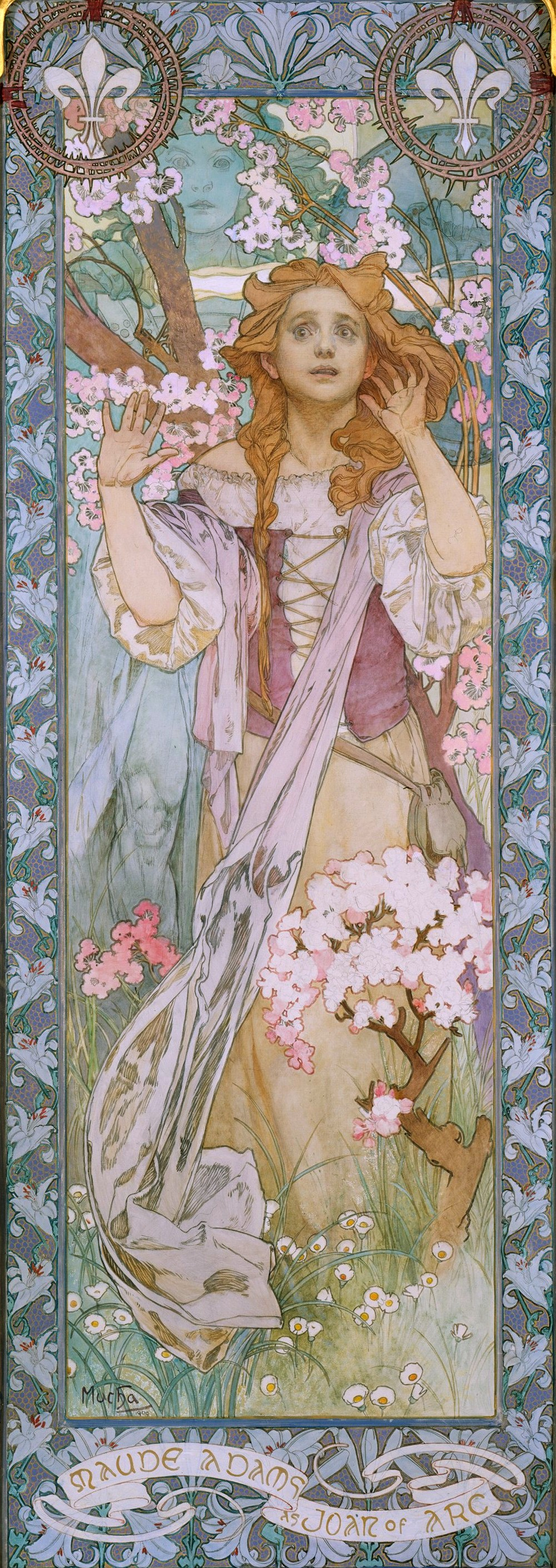
Affiche d'Alfons Mucha représentant Maude Adams dans le rôle de Jeanne d'Arc, dans La Pucelle d'Orléans de Schiller, en 1909.

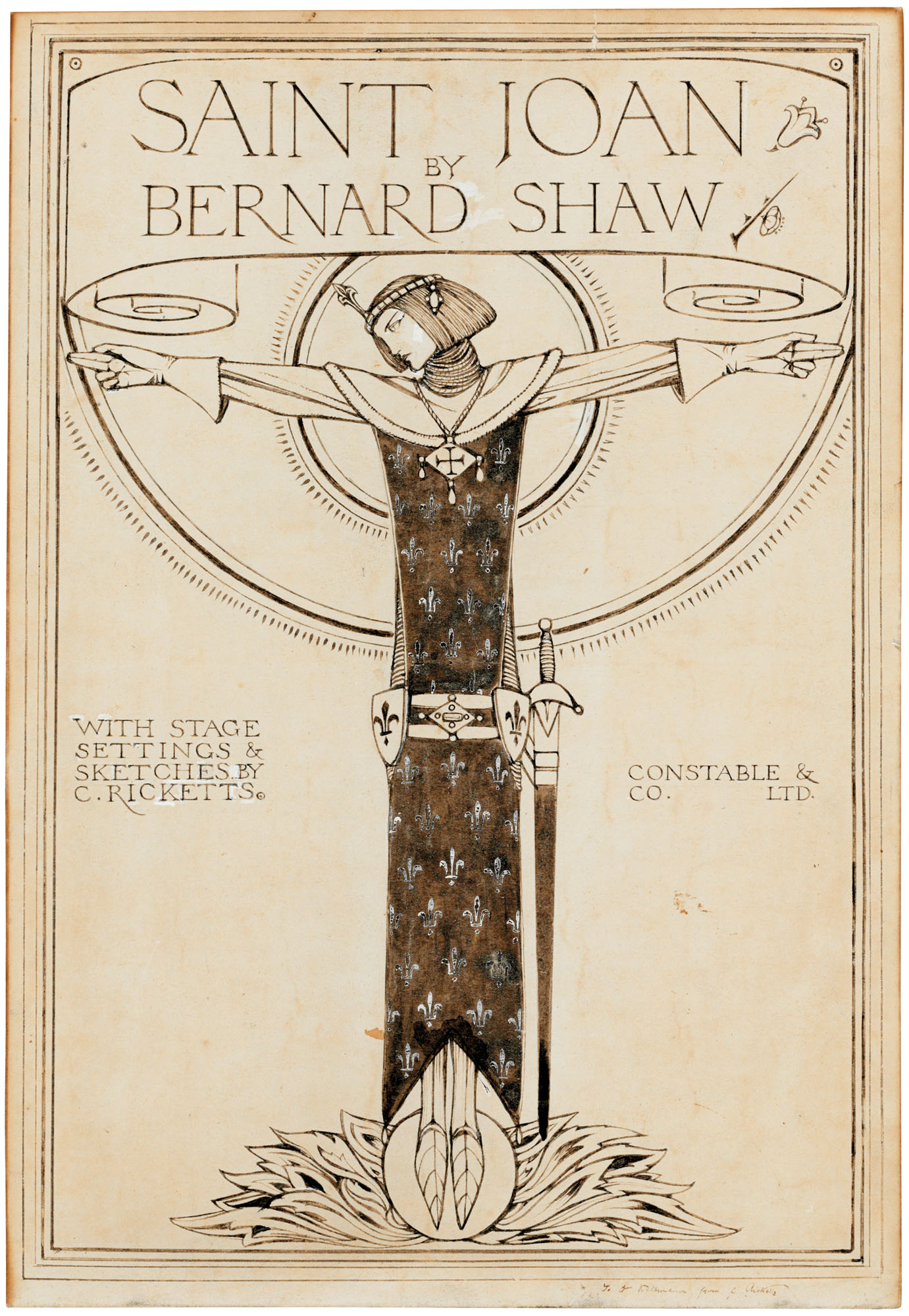
Illustration de Charles Ricketts pour la pièce de théâtre Sainte Jeanne de George Bernard Shaw, 1924.

- vers 1590 : Henri VI (première partie), de William Shakespeare.
- 1801 : La Pucelle d'Orléans (Die Jungfrau von Orleans), drame de Friedrich von Schiller.
- 1819 : Jeanne d'Arc à Rouen, tragédie en cinq actes de Charles-Joseph Loeillard d'Avrigny, donnée le 4 mai à la Comédie-Française[4].
- 1825 : Jeanne d'Arc, tragédie d'Alexandre Soumet, donnée le 14 mars au théâtre de l'Odéon[4].
- 1872 : Jeanne d'Arc, drame historique en 5 actes et en vers de Jules Barbier.
- 1890 : Jeanne d'Arc, drame historique en 5 actes, avec prologue, de Joseph Fabre. Paris : C. Dentu.
- 1897 : Jeanne d'Arc, drame en trois pièces (Domrémy, les Batailles, Rouen), de Charles Péguy.
- 1910 : Le Mystère de la charité de Jeanne d'Arc, de Charles Péguy (édition complète publiée en 1956).
- 1923 : Gilles et Jeanne, de Georg Kaiser.
- 1923 : Sainte Jeanne, de George Bernard Shaw.
- 1930 : Sainte Jeanne des Abattoirs, de Bertolt Brecht.
- 1932 : Le procès de Jeanne d'Arc, de Robert Brasillach.
- 1939 : Jeanne au bûcher, de Paul Claudel.
- 1943 : Domrémy, de Robert Brasillach.
- 1946 : Joan of Lorraine, de Maxwell Anderson.
- 1948 : Jeanne d'Arc, pièce en douze tableaux de Maurice Maeterlinck.
- 1950 : Pucelle, de Jacques Audiberti.
- 1952 : Jeanne et ses juges, de Thierry Maulnier.
- 1953 : L'Alouette, de Jean Anouilh.
- 1993 : La Seconde Venue de Jeanne d'Arc, de Carolyn Gage (en), traduite par Céline Pomès.
- 2001 : Rouen, la Trentième Nuit de Mai '31 de Hélène Cixous.

### Prose
- 1895 : Mémoires de Jeanne d'Arc, de Mark Twain.
- 1896 : le Roman de Jeanne d'Arc (Personal Recollections of Joan of Arc), de Mark Twain, initialement publié sous le pseudonyme de « Louis De Conte ».
- 1908 : Andrew Lang, The maid of France, being the story of the life and death of Jeanne d'Arc, Londres et New York : Longmans, Green and Co. XVI + 379 pages. Traduit en français sous le titre La Pucelle de France, histoire de la vie et de la mort de Jeanne d'Arc, traduit de l'anglais par le Dr Louis Boucher et E. E. Clarke. Introduction par Mme Goyaude. Paris : Éditions Nelson, [s. d.]. XVI + 464 pages. Considéré par Marina Tsvetaïeva (1892-1941) comme le meilleur livre sur Jeanne d'Arc.
- 1908 : La vie de Jeanne d'Arc, d'Anatole France.
- 1910 : Jeanne d'Arc Médium, de Léon Denis.
- 1925 : Jeanne d'Arc, de Joseph Delteil. Paris : Bernard Grasset. VIII-[2]-262-[1] pages. A servi de base pour le film de Carl Theodor Dreyer.
- 1929 : Chère pucelle de France! de Han Ryner. Paris: les éditions verba, 238 pages.
- 1946 : Jeanne d'Arc de Marcelle Vioux ; illustrations en couleurs de Luc Marie Bayle (les Éditions de la Nouvelle France).
- 1983 : Gilles et Jeanne, de Michel Tournier. Paris : Éditions Gallimard. 140 pages.  (ISBN 2-07-024269-2)
- 1988 : La Pucelle, de Hubert Monteilhet. Paris : Éditions de Fallois. 749 pages.  (ISBN 2-7242-4112-6)
- 1998 : Jeanne Darc, de Nathalie Quintane. Paris : Editions POL.  (ISBN 2-86744-610-4)
- 1999 : Jeanne d'Arc, tome I : Et Dieu donnera la victoire, de Michel Peyramaure. Paris : Robert Laffont. 350 pages.  (ISBN 2-221-08922-7)
- 1999 : Jeanne d'Arc, tome II : La couronne de feu, de Michel Peyramaure. Paris: Robert Laffont. 380 pages.  (ISBN 2-221-08923-5)
- 2002 : Le Diable et la Pucelle, de Hubert Lampo. Paris : Presses universitaires du Septentrion. 163 pages.  (ISBN 2-85939-765-5)
- 2005 : La Hire, ou la colère de Jehanne, de Régine Deforges. Paris : Fayard. 465 pages.  (ISBN 2-213-62497-6)
- 2011 : Le Lys et les Ombres, de Bernard Simonay. Paris : Calmann-lévy. 623 pages.  (ISBN 978-2-7021-4193-9)
- 2017 : Le Syndrome Jeanne d'Arc. Vérité extraordinaire sur une histoire extraordinaire, de Ludo Noens. Soesterberg: Aspekt Editeur. 165 pages.  (ISBN 9-789463-383189)
- 2018 : Le Bon Cœur, de Michel Bernard. Paris : La Table ronde. 240 pages  (ISBN 978-2-7103-8320-8)
- 2020 : Le Bon sens, de Michel Bernard. Paris : La Table ronde. 208 pages  (ISBN 978-2-7103-9050-3)
- 2022 : Johanne, de Marc Graciano, Paris, Le Tripode, 304 pages  (ISBN 978-2-3705-5311-9)
- 2022 : Fantaisies guérillères, de Guillaume Lebrun, Paris, Christian Bourgois éditeur, 316 pages  (ISBN 978-2-2670-4664-9)
- 2023 : Les Murmures du ciel - Ou quand revient Jeanne, d'Erik L'Homme, éd. Héloïse d'Ormesson, 2023,  (ISBN 978-2-35087-812-6)

## Arts picturaux

### Peinture
- Orléans, musée historique et archéologique de l'Orléanais : Portrait dit « des échevins », huile sur toile, vers 1580.
- Paris, musée du Louvre : Jeanne d'Arc au sacre du roi Charles VII, dans la cathédrale de Reims, de Dominique Ingres, 1854. Huile sur toile, 240 × 178 cm[5].
- Chinon, musée Jeanne-d'Arc : Jeanne à Vaucouleurs, de C. R. Walter.
- Mehun-sur-Yèvre, lieu non connu : Jeanne en adoration devant la Vierge (avec le château de Mehun en arrière-plan), 1886, artiste : Grandin, d'après un cartonnage de Momet.
- New York, Metropolitan Museum of Art : Jeanne d'Arc, huile sur toile 100 × 110 pouces, de Jules Bastien-Lepage (1848–1884).
- Paris, musée du Louvre : Jeanne d'Arc, en présence de Charles VII, répond aux prélats qui l'interrogent, en annonçant sa mission et les visions qui la lui ont révélée, 170 × 140 cm, 1833, de Gillot Saint-Evre.
- Paris, musée d'Orsay : Jeanne d'Arc écoutant les voix, 46 × 55 cm, entre 1880 et 1890, d'Eugène Carrière.
- Paris, Panthéon : Jeanne d'Arc bergère, entre 1886 et 1890, de Jules Eugène Lenepveu.
- Paris, Panthéon de Paris : Jeanne d'Arc en armure devant Orléans, entre 1886 et 1890, de Jules Eugène Lenepveu.
- Paris, Panthéon de Paris : Jeanne d'Arc à Reims lors du sacre du roi Charles VII, entre 1886 et 1890, de Jules Eugène Lenepveu.
- Paris, Panthéon : Jeanne au bûcher, entre 1886 et 1890, de Jules Eugène Lenepveu.
- Rouen, musée des beaux-arts : Jeanne d'Arc, malade, est interrogée dans sa prison par le cardinal de Winchester, huile sur toile 277 × 217 cm, de Paul Delaroche (1797-1856).
- Rouen, musée des beaux-arts : Jeanne d'Arc prisonnière à Rouen de Pierre Révoil.
- Rouen, musée Jeanne-d'Arc : Entrée de Jeanne d'Arc à Orléans, artiste : Jean-Jacques Scherrer (1885–1916).
- Rouen, musée des beaux-arts : Le Repos de Jeanne (Jeanne d'Arc sur la route de Reims), George W. Joy, Salon de 1896 (n°1097).
- Vaucouleurs, musée Jeanne-d'Arc : Le Départ de Jeanne d'Arc, huile sur toile 430 × 320 cm, de Jean-Jacques Scherrer (1885–1916).
- Le Sacre de Jeanne d'Arc, de Carole Dekeijser, 235 × 135 cm (contemporain).
- Sainte Jeanne d'Arc, de Paul de la Boulaye (1849–1926).
- Jeanne d'Arc, de Gustave Doyen (1837–1923).
- Jeanne d'Arc de Jules Bastien-Lepage.
- La Pucelle de Frank Craig peint en 1907.

Les quatre peintures de E. Lenepveu au Panthéon.
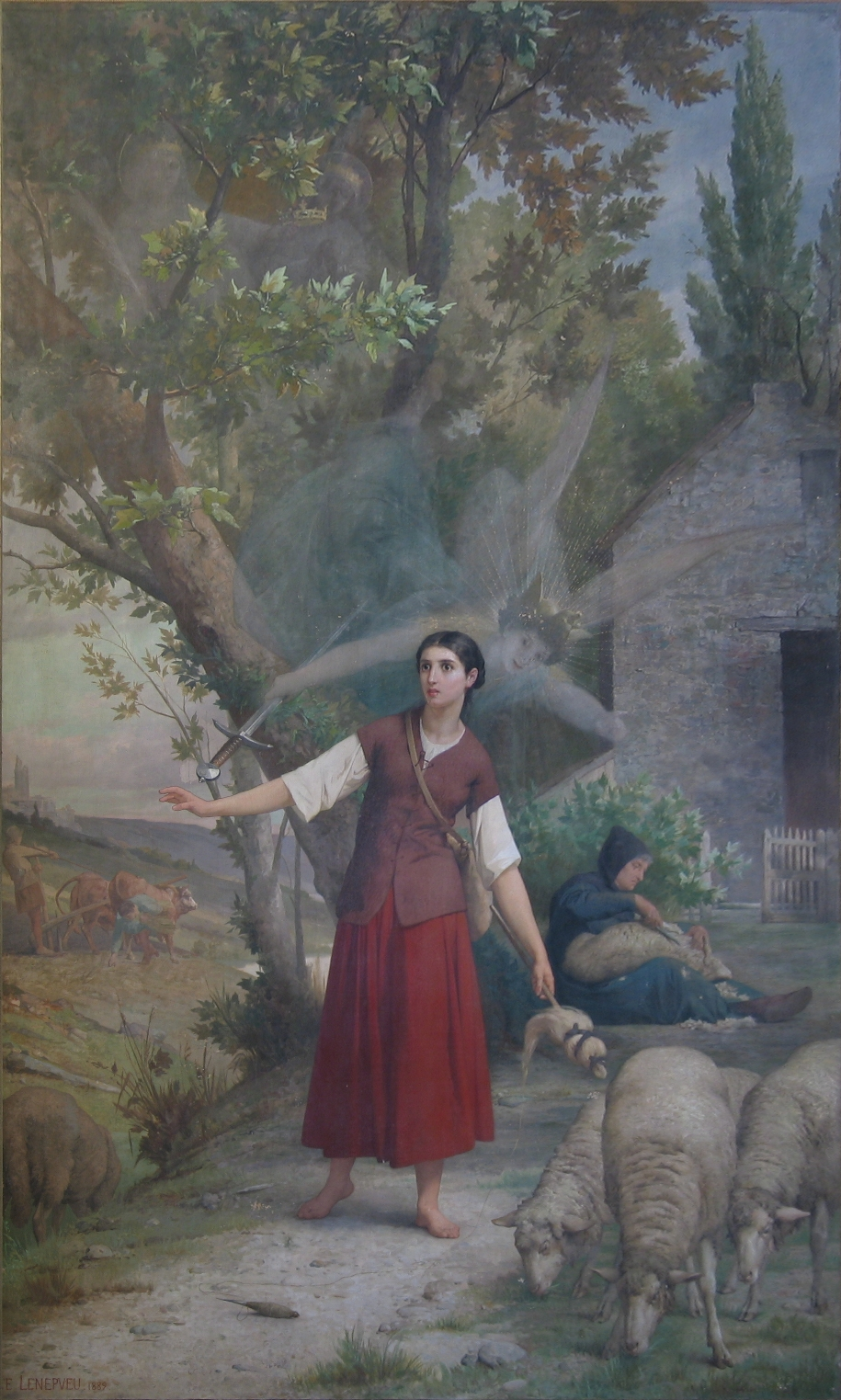
Jeanne d'Arc bergère.
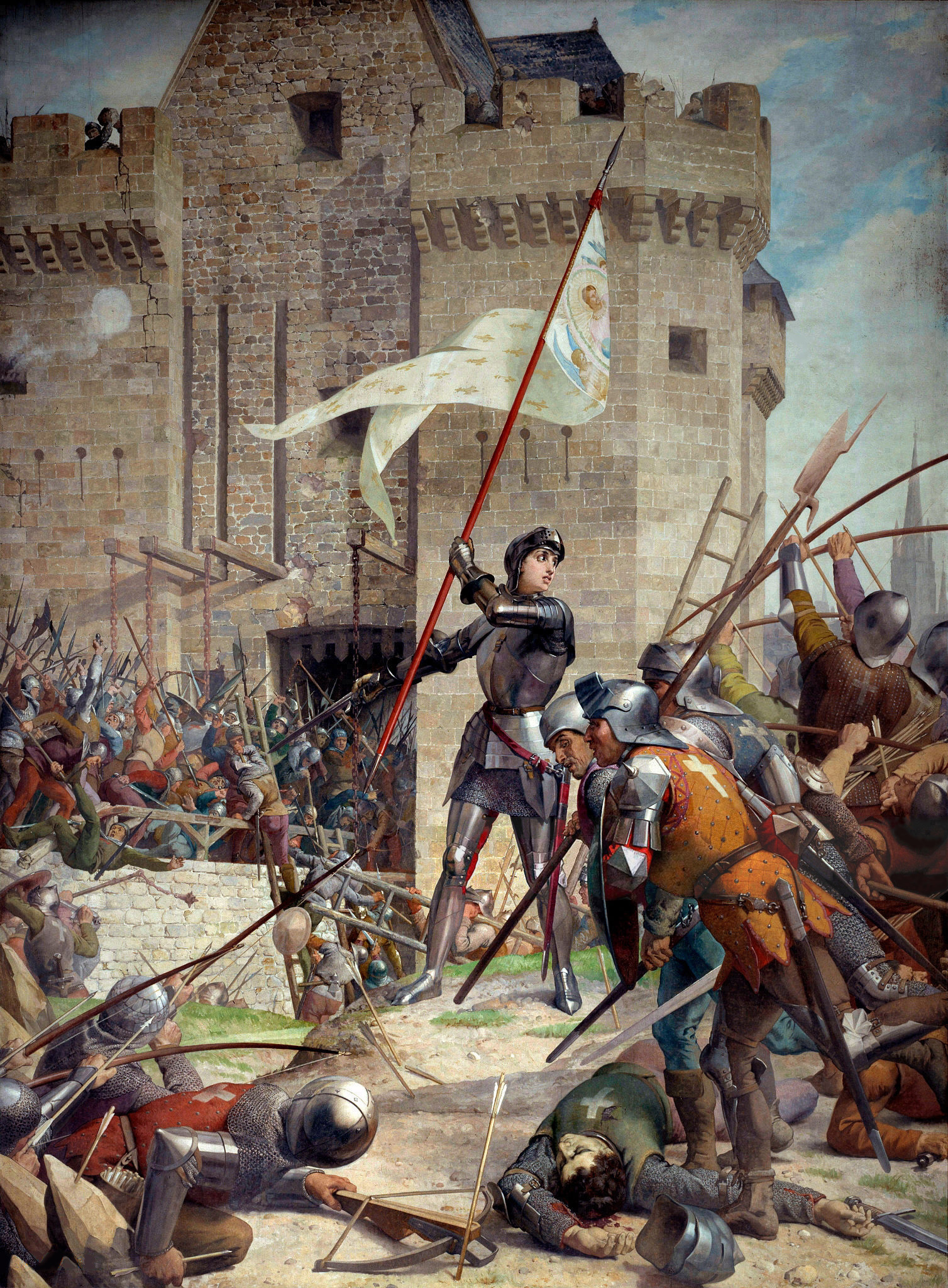
Jeanne d'Arc en armure devant Orléans.
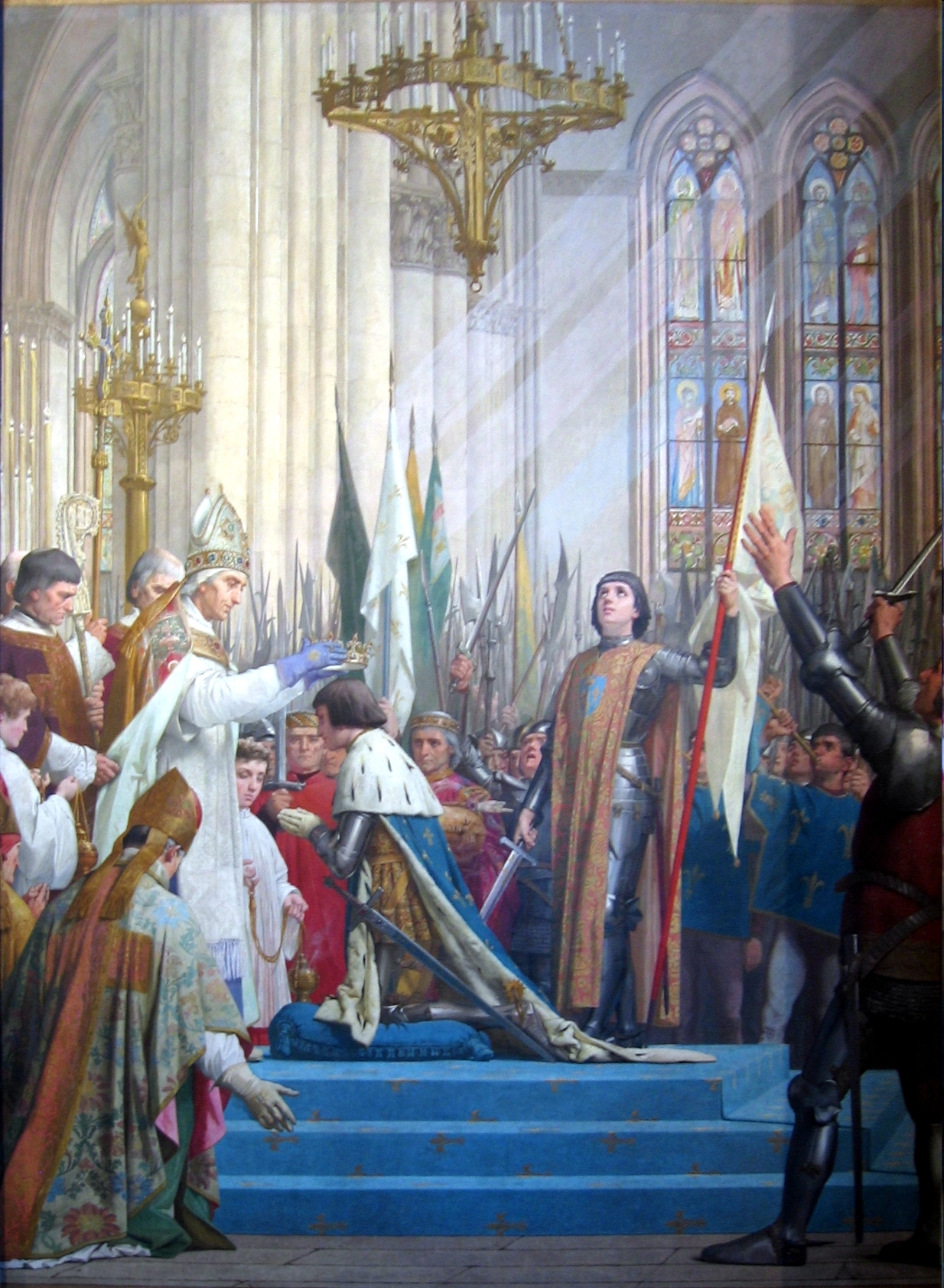
Jeanne d'Arc à Reims lors du sacre du roi Charles VII.
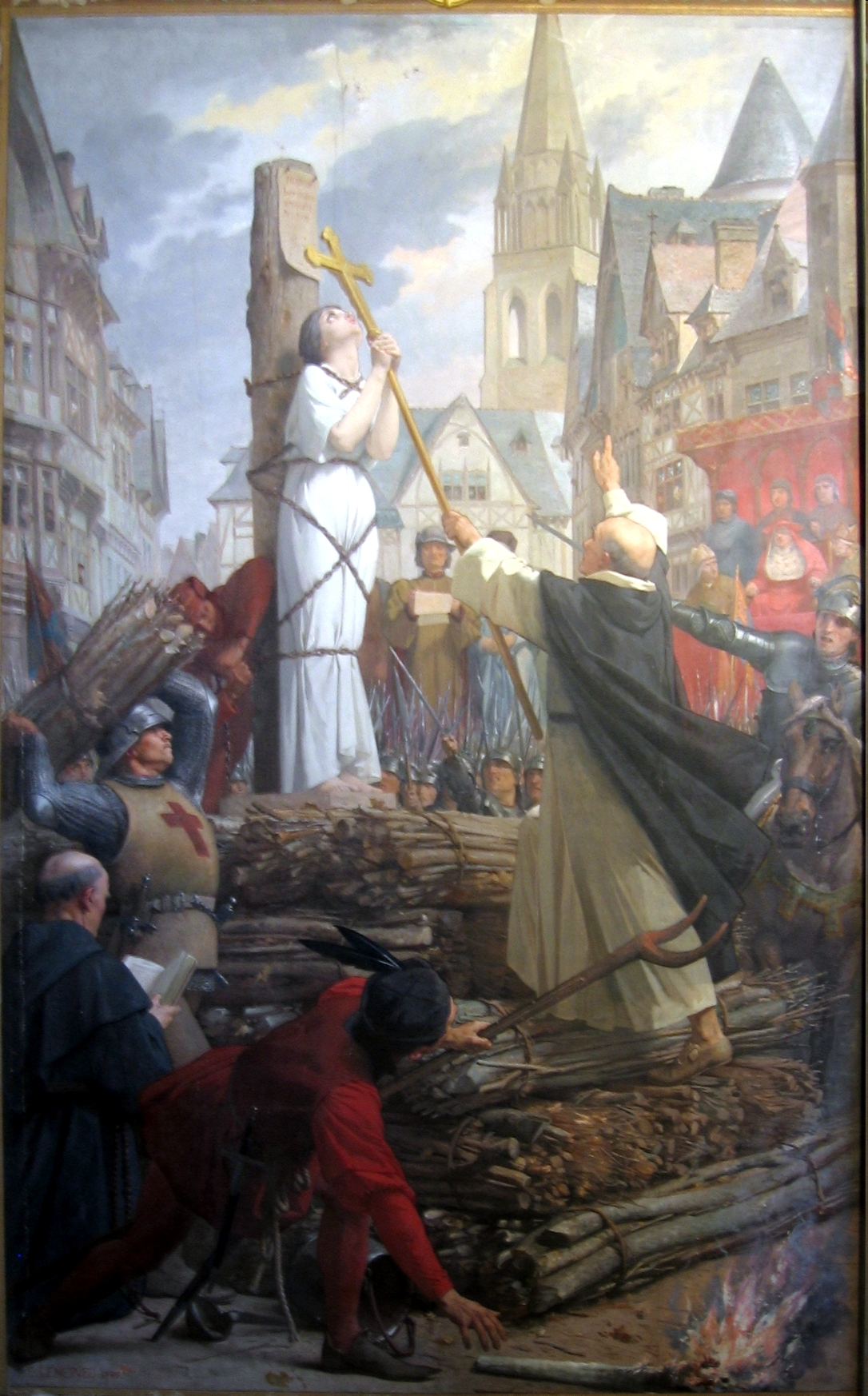
Jeanne au bûcher.

Reconstitution d'un triptyque du XIXe siècle de la vie de Jeanne d'Arc par l'artiste anglais William Etty, qui mesurait 28 pi (8,5 m) de largeur totale et 9 pi 9 po (3 m) de hauteur. Le premier panneau a été vendu aux enchères en 2021 ; le deuxième panneau fait partie de la collection du musée des Beaux-Arts d'Orléans ; le troisième panneau original a depuis été perdu et survit dans les gravures
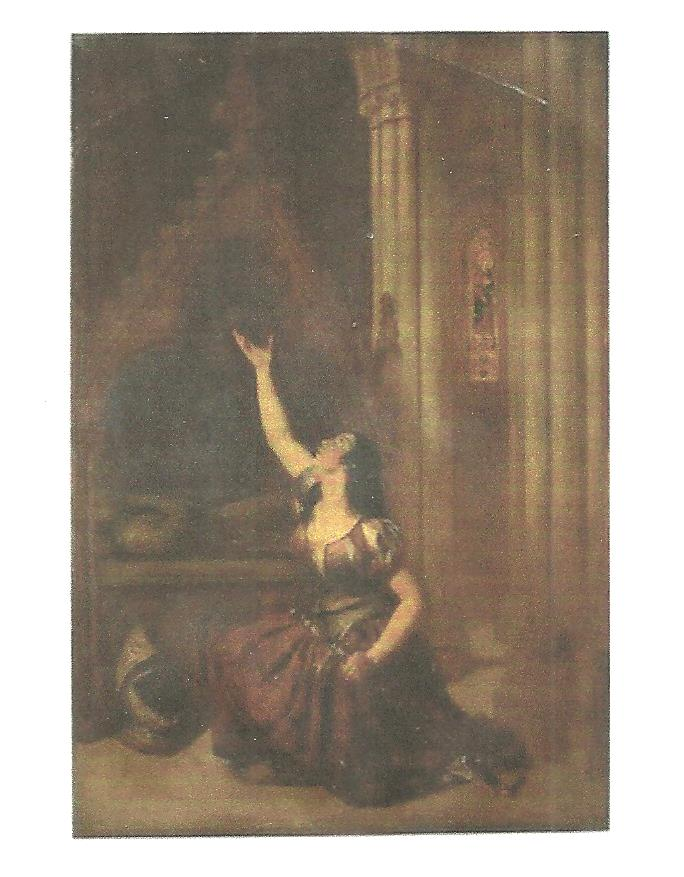
Jeanne d'Arc trouvant dans l'église Sainte-Catherine de Frébus l'épée dont elle rêvait, se consacre et la consacre au service de Dieu et de son pays.
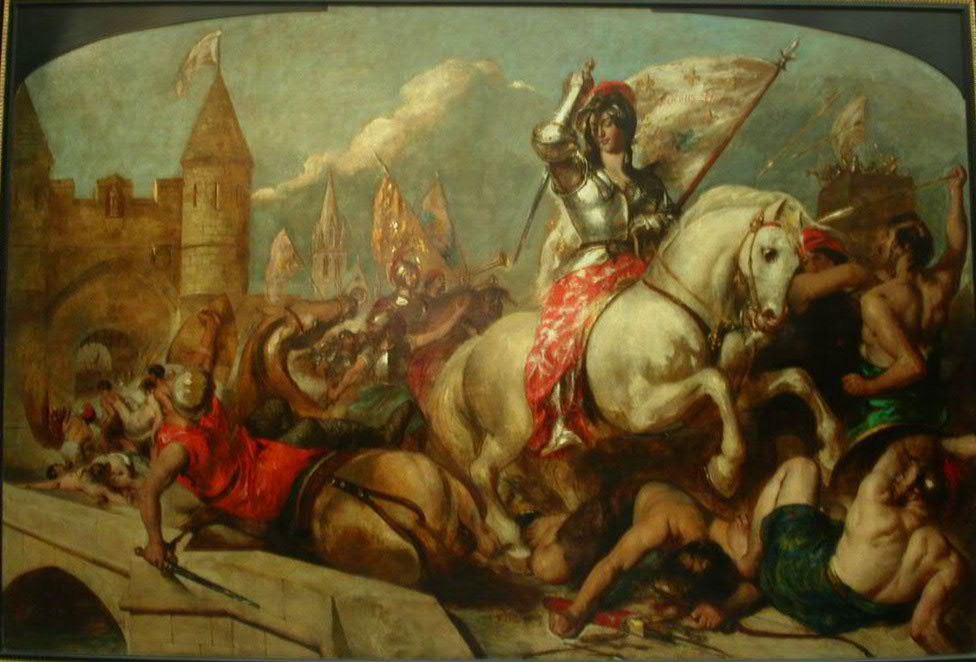
Jeanne d'Arc fait une sortie aux portes d'Orléans et disperse les ennemis de la France.
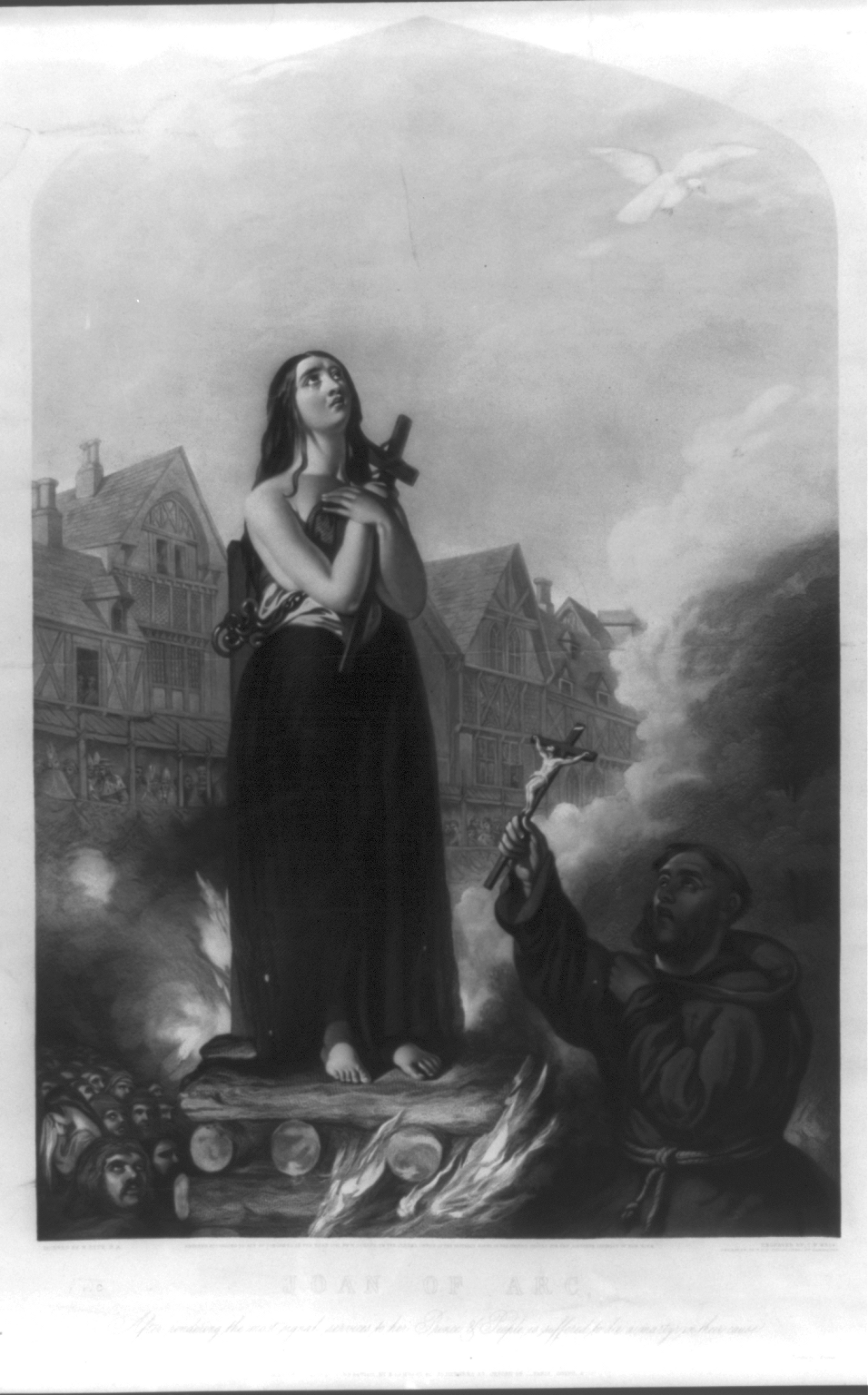
Jeanne d'Arc, après avoir rendu les services les plus remarquables à son prince et à son peuple, meurt en martyr pour leur cause. Gravure de C.W. Wass (une autre version est une gravure de 1849 du troisième panneau de The Penny Illustrated News du 1er décembre 1849. Vol 1, no 6, p. 45[6]).

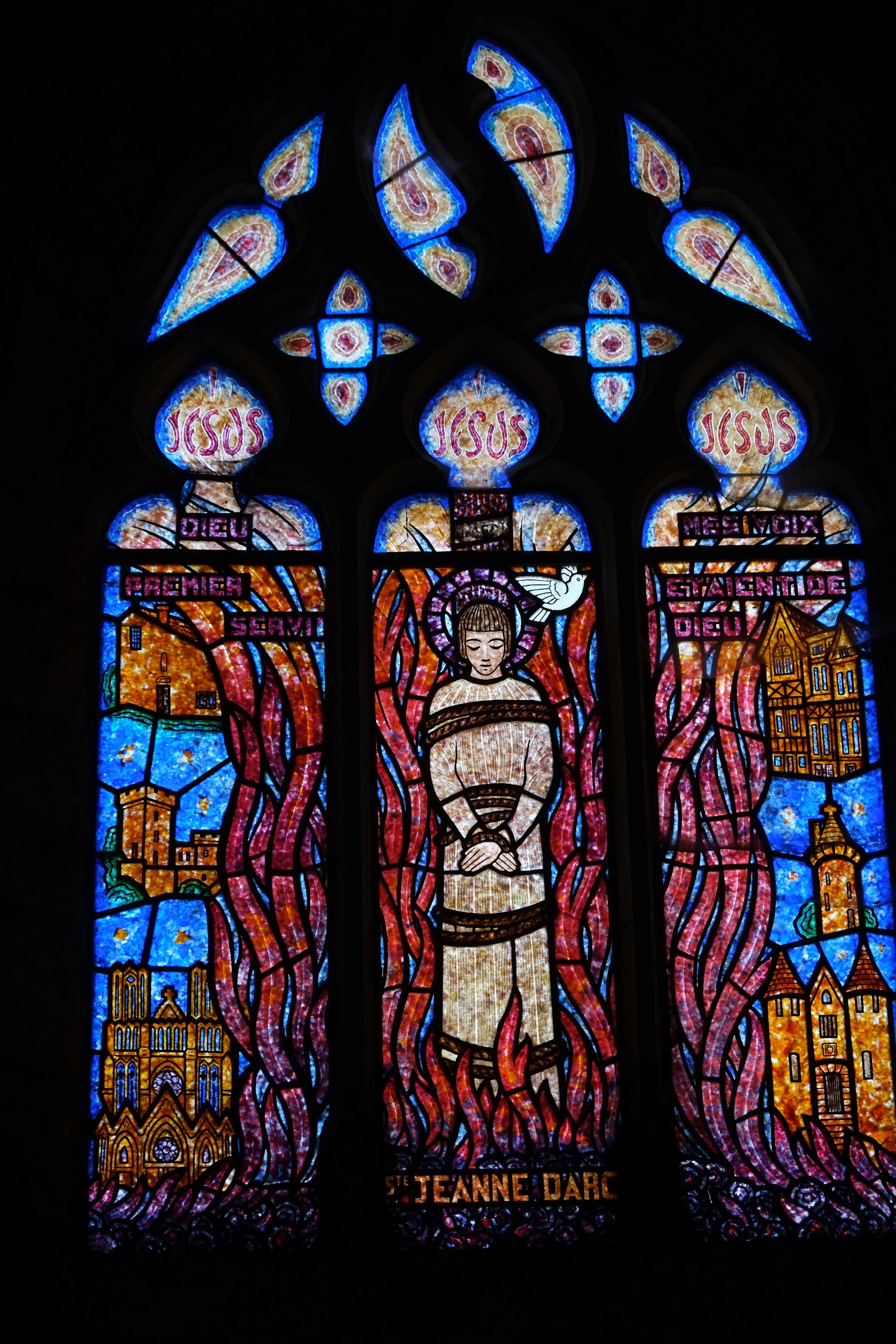
Vitrail à Beuzeville.

### Tapisseries
- Vaucouleurs, musée Jeanne-d'Arc : six tapisseries d'Aubusson retraçant la vie de Jeanne d'Arc.

### Gravure
- Raymond Dendeville, La passion de Jeanne d'Arc, vers 1967-1968, gravure sur bois.

### Vitraux
- Auxerre, cathédrale Saint-Étienne, baie de la première chapelle du bas-côté nord : imposante verrière La Pucelle au siège d'Orléans, 1914, de Édouard Soccard, maître-verrier parisien.
- Beuzeville, église Saint-Hélier, vitrail de la nef, côté sud, représentant Jeanne d'Arc sur le bûcher, réalisé par François Décorchemont.
- La Frénaye, église Saint-Jacques-le-Majeur, trois vitraux réalisés sur des cartons de Georges Mirianon évoquent la vie de Jeanne d'Arc[7].
- Xertigny, église paroisiale Sainte-Walburge, artiste : Gabriel Loire. L'artiste a représenté les flammes du bucher de Jeanne d'Arc se mêlant aux flammes de l'église de Xertigny qui a été incendiée pendant l'offensive allemande en 1940.

## Musique et chansons
- 1692 : La Pucelle, sonate de François Couperin.
- 1789 : Giovanna d'Arco, opéra d'Antonio Simeone Sografi, musique de Gaetano Andreozzi, donnée le 27 juin au Teatro Nuovo Eretenio à Vicence.
- 1790 : Jeanne d'Arc à Orléans, opéra-comique de Pierre-Jean-Baptiste Choudard dit Desforges, musique de Rodolphe Kreutzer, donné le 10 mai à la Comédie-Italienne.
- 1818 : Jeanne d'Arc, cantate d'Aimé Leborne, concours du Grand prix de Rome[4].
- 1821 : Jeanne d'Arc, ou la Délivrance d'Orléans, opéra-comique d'Emmanuel Théaulon et Armand d'Artois (d'après Schiller), musique de Michele Carafa, donné le 10 mars au Théâtre Feydeau.
- 1830 : Giovanna d'Arco, opéra de Giovanni Pacini.
- 1832 : Giovanna d'Arco, cantata de Gioachino Rossini.
- 1834 : La Pucelle d'Orléans, op. 91, ouverture d'Ignaz Moscheles.
- 1845 : Giovanna d'Arco, opéra de Giuseppe Verdi.
- 1865 : Jeanne d'Arc, opéra en quatre actes de Gilbert Duprez, donné le 12 octobre au Grand théâtre parisien[4].
- 1873 : Jeanne d'Arc, opéra en 5 actes de Charles Gounod, sur un livret de Jules Barbier.
- 1845-1874 : Jeanne d'Arc au bûcher, S 293, Franz Liszt.
- 1876 : Jeanne d'Arc, opéra en 4 actes d'Auguste Mermet.
- 1878 : La Pucelle d'Orléans (Орлеанская дева, Orleanskaya deva), opéra de Piotr Ilitch Tchaïkovski.
- 1886 : Jeanne d'Arc, drame lyrique en trois parties de Charles Lenepveu, livret de Paul Allard.
- 1899 : À l'étendard, cantique composé par l’abbé Marcel Laurent sur des paroles du chanoine Victor-Augustin Vié.
- 1894 : Cantique pour obtenir la canonisation de la Vénérable Jeanne d'Arc, Thérèse de Lisieux.
- 1897 Jeanne la bonne Lorraine d'Ernest Reyer.
- 1917 : Jeanne d'Arc, chanson d'Henry Burr.
- 1917 : Joan of Arc, They Are Calling You, chanson de Jack Wells, Al Bryan et Willie Weston.
- 1918 : Joan of Arc's Answer Song, chanson de J. L. Lavoy.
- 1939 : Jeanne d'Arc au bûcher, oratorio dramatique d'Arthur Honegger, sur un livret de Paul Claudel.
- 1956 : Triomphe de Jeanne, oratorio d'Henri Tomasi commandé pour les 500 ans du procès en réhabilitation, sur un livret de Philippe Soupault.
- 1965 : Ballade des Dames du temps jadis, sur l'album La Mauvaise Réputation, Georges Brassens chante et met en musique le poème de François Villon (poème sur Wikisource).
- 1971 : Joan of Arc de Léonard Cohen de l'album Songs of Love and Hate.
- 1972 : Jeanne, sur Long long chemin, l'album blanc de Gérard Manset.
- 1979 : Vitrail pour Jeanne d'Arc, suite pour orgue du Belge Édouard Senny.
- 1981 : Joan of Arc et Joan of Arc (Maid of Orleans) d'Orchestral Manoeuvres in the Dark sur l'album Architecture & Morality.
- 1982 : Sainte Jehanne de Pierre Dudan sur l'album Politique d'abord.
- 1984 : Eu Não Matei Joana d'Arc de Camisa de Vênus.
- 1986 : Bigmouth Strikes Again de The Smiths sur l'album The Queen Is Dead.
- 1992 : Jeanne d'Arc, chanson du groupe allemand Eloy sur l'album Destination.
- 1994 : Company of Angels, chanson du groupe allemand Eloy sur l'album The Tides Return Forever.
- 1996–2007 : Janne Da Arc, groupe de rock japonais.
- 2000 : Johanka z Arku (cs), comédie musicale tchèque.
- 2005 : Jeanne d'Arc, album du groupe allemand Tangerine Dream.
- 2005 : Joanni, chanson de Kate Bush dans son album Aerial.
- 2005 : Jeanne d'Arc, album de power metal italien, de Thy Majestie sur label Scarlet Records.
- 2009 : Orléans no shoujo (La Pucelle d'Orléans), du groupe japonais exist†trace.
- 2011 : Jeanne, chanson de Laurent Voulzy dans son album Lys and Love.
- 2013 : Joan of Arc, chanson du groupe canadien Arcade Fire dans leur album Reflektor.
- 2015 : Joan of Arc, chanson de Madonna dans son album Rebel Heart.
- Jeanne und Gilles, opéra de François-Pierre Descamps (2015).
- 2016 : The Baddest Bitches in Herstory, chanson de Lucian Piane pour l'émission RuPaul's Drag Race.
- 2017 : The Vision, the Sword and the Pyre (Part I), album du groupe allemand Eloy, première partie d'un diptyque de Rock Opéra dont la seconde partie The Vision, the Sword and the Pyre (Part II) est sortie en 2019.
- 2018 : Joan of Arc (en), chanson du groupe Little Mix, issue de l'album LM5.
- 2020 : Joan of Arc on the Dance Floor, chanson du groupe Aly & AJ dans leur album We Don't Stop
- 2020 : Jehanne, album du groupe de black metal français Abduction.
- 2022 : Jeanne, album de la chanteuse canadienne Natasha St-Pier.

## Botanique et astronomie
Il existe une rose Jeanne d'Arc, obtenue par Vibert en 1818.
L'astéroïde (127) Johanna a été nommé en son honneur, le 5 novembre 1872.

## Filmographie

### Cinéma

#### Muet
- 1898 : Jeanne d'Arc, court métrage muet de Georges Hatot
- 1899 : Domrémy, court métrage des Frères Lumière
- 1900 : Jeanne d'Arc, court métrage muet de Georges Méliès, avec Bleuette Bernon
- 1908 : Jeanne d'Arc de Albert Capellani avec Léontine Massart
- 1909 : La Vie de Jeanne d'Arc, court métrage muet de Mario Caserini
- 1913 : Giovanna d'Arco d'Ubaldo Maria Del Colle et Nino Oxilia avec Maria Jacobini

- 1916 : Jeanne d'Arc (Joan the Woman) de Cecil B. De Mille, avec Geraldine Farrar
- 1921 : Les Quatre Cavaliers de l'Apocalypse de Rex Ingram, l'esprit de France est celle de Jeanne d'Arc à cheval

- 1927 : Saint Joan, court métrage muet de Widgey R. Newman
- 1928 : 
  - La Passion de Jeanne d'Arc, de Carl Theodor Dreyer, avec Renée Falconetti – inspiré du roman Jeanne d'Arc de Joseph Delteil.
  - Les Hautes-Pyrénées de Henri Vorins, acteur anonyme.
- 1929 : La Merveilleuse Vie de Jeanne d'Arc, fille de Lorraine, de Marco de Gastyne, avec Simone Genevois. Un des rares films où l'actrice qui tient le rôle a pratiquement l'âge du personnage.

#### Parlant
- 1933 : Masques de cire de Michael Curtiz avec Angela Salloker
- 1935, Allemagne : Das Mädchen Johanna, de Gustav Ucicky, avec Angela Salloker
- 1944 : De Jeanne d'Arc à Philippe Pétain de Sacha Guitry
- 1948, États-Unis : Jeanne d'Arc (Joan of Arc), de Victor Fleming, avec Ingrid Bergman
- 1954 : 
  - Destinées, film à sketches – séquence réalisée par Jean Delannoy, avec Michèle Morgan
  - Jeanne au bûcher (Giovanna d'Arco al rogo), de Roberto Rossellini, avec Ingrid Bergman (reprenant donc son rôle tenu en 1948) – version filmée de l'oratorio de Claudel et Honegger
- 1956 : Jeanne la Lorraine de Michael Kehlmann avec Elfriede Kuzmany
- 1957 : 
  - The Lark de George Schaefer avec Julie Harris
  - Sainte Jeanne (Saint Joan), d'Otto Preminger, avec Jean Seberg, d'après la pièce Sainte Jeanne de George Bernard Shaw (1924). Premier rôle à l'écran de Jean Seberg, qui, comme Simone Genevois, a pratiquement l'âge du personnage.
  - L'Histoire de l'humanité (The Story of Mankind), de Irwin Allen avec Hedy Lamarr.

- 1962 : Procès de Jeanne d'Arc, de Robert Bresson, avec Florence Delay Les mots de Jeanne sont scrupuleusement tirés des minutes du procès.

- 1969 : Sainte Jeanne de Claude Loursais avec Dominique Labourier.
- 1970 : 
  - Le Début de Gleb Panfilov avec Inna Tchourikova. Dans ce drame contemporain, Inna Tchourikova incarne une jeune actrice qui se prépare à tenir le rôle de Jeanne d'Arc dans un film.
  - Brille, mon étoile, brille d'Aleksandr Mitta, avec Elena Proklova
- 1973 : L’Alouette de Vittorio Cottafavi avec Ileana Ghione
- 1974 : La Pucelle d’Orléans de Wilfried Minks et Heribert Wenk avec Eva Mattes
- 1979 : Saint Joan de Jane Howell avec Gabrielle Lloyd
- 1989 :
  - Jeanne d'Arc, le pouvoir et l'innocence, téléfilm en 3 parties de Pierre Badel d'après le livre de Pierre Moinot, avec Cécile Magnet
  - L'Excellente Aventure de Bill et Ted (Bill & Ted's Excellent Adventure) de Stephen Herek avec Jane Wiedlin.
- 1994 : Jeanne la Pucelle, de Jacques Rivette, avec Sandrine Bonnaire – film divisé en deux époques : les Batailles et les Prisons sur plus de 5 heures et demie
- 1999 : 
  - Jeanne d'Arc, de Luc Besson, avec Milla Jovovich
  - Jeanne d'Arc, téléfilm de Christian Duguay, avec Leelee Sobieski
- 2002 : To Bart or not to Bart de Mike B. Anderson avec Aurélia Bruno.
- 2011 : Jeanne captive, de Philippe Ramos avec Clémence Poésy
- 2017 : Jeannette, l'enfance de Jeanne d'Arc, comédie musicale pop de Bruno Dumont, avec Lise Leplat Prudhomme (Jeannette) et Jeanne Voisin (Jeanne), d'après Jeanne d'Arc (1897) et Le Mystère de la charité de Jeanne d'Arc de Charles Péguy
- 2019 : 
  - Jeanne, de Bruno Dumont, suite du précédent, avec Lise Leplat Prudhomme
  - Que Dieu m'y garde, le procès de Jeanne-d'Arc, film conçu par Patrick Buisson et réalisé par Guillaume Laidet, avec Katia Miran
- 2022 : 
  - La Nuit au Musée : Le Retour de Kahmunrah de Matt Danner et Justin Lovell avec Alice Isaaz
  - Laissons les morts engloutir les morts de Paul-Anthony Mille
  - RIPD 2 : Le Réveil des damnés (R.I.P.D. 2: Rise of the Damned) de Paul Leyden avec Penelope Mitchell

### Télévision

#### Série
- 2002 : To Bart or not to Bart, épisode 14 de la saison 13 de la série Les Simpsons.

- 2022 : Anne d'Arc de Léa Jeanne Boehringer, Hugo Gertner et Joris Mono.
- 2024 : Martin Scorsese Presents: The Saints, jouée par Liah O'Prey.

#### Documentaires
- 1976 : Les Grandes Batailles du passé, épisode Orléans 1429 réalisé par Jean Cazenave.
- 2001 : Quelle aventure ! épisode Au temps des chevaliers, présente l'histoire de Jeanne d'Arc en 1429 à Bourges.
- 2007 : 
  - L'Affaire des reliques de Jeanne d'Arc réalisé par Gilles Cayatte.
  - Jeanne d'Arc a-t-elle été trahie par le roi ?, documentaire qui tente d’éclaircir la posture de Charles VII au moment de son procès, et revient sur l'image que Jeanne d'Arc a véhiculé à travers les siècles[9].
- 2010 : Dossier secrets, saison 1 épisode 5 Jeanne d'Arc, réalisé par Kate Haddock.
- 2011 : L'Ombre d'un doute, Jeanne d'Arc, femme providentielle ?, documentaire réalisé par Jean-Christophe de Revière et Romane Mélis.
- 2013 : Chasseurs de légendes, épisode Les reliques de Jeanne d'Arc.
- 2015 : Jeanne d'Arc, au nom de Dieu, documentaire qui retrace son épopée tout en tentant d’analyser les différentes interprétations et mystères qui subsistent sur sa vie[10].
- 2017 : 
  - Les mystères de l'histoire, saison 1, épisode 2 Jeanne d'Arc.
  - La Guerre des trônes, la véritable histoire de l'Europe, épisode Le roi fou et la Pucelle, 1392-1453.
- 2022 : Jeanne d'Arc, femme, guerrière, sainte de Nathalie Conscience et Alain Brunard.
- 2023 : L'Affaire Jeanne d'Arc, docufiction en capture de mouvements de Antoine de Meaux et Sarry Long, produit par Program 33 et France Télévisions

## Iconographie

### Affiches

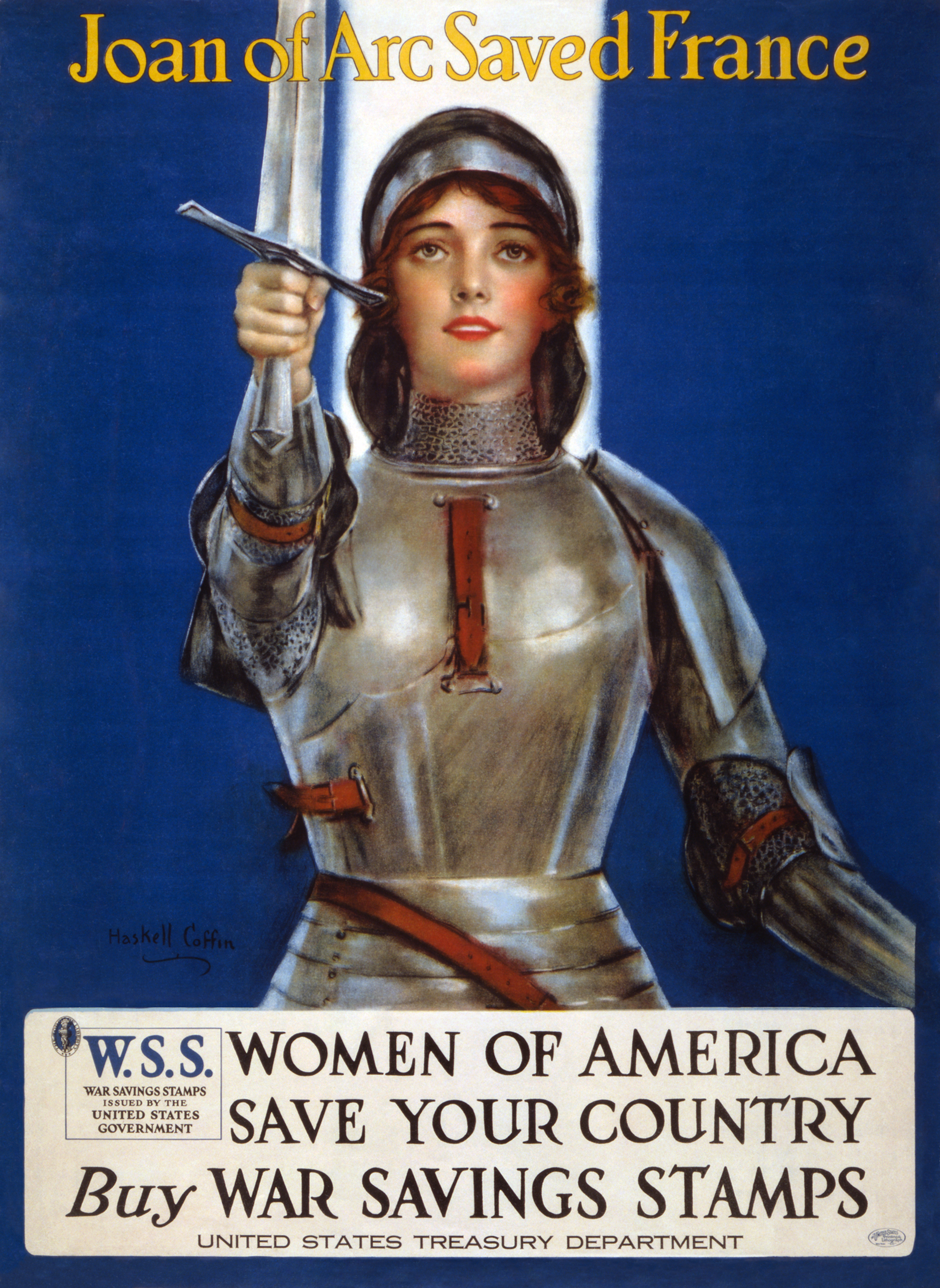
Affiche américaine diffusée en 1918.

Jeanne d'Arc fut reprise dans des œuvres de propagande, dont des affiches patriotiques aux États-Unis et au Royaume-Uni pendant la Première Guerre mondiale, encourageant la population à acheter des bons d'épargne publics afin de financer l'effort de guerre.
Aux États-Unis, une affiche diffusée en 1918 représentait Jeanne d'Arc avec l'inscription « Jeanne d'Arc a sauvé la France. Femmes d'Amérique, sauvez votre pays en achetant des bons de guerre »,. Au Royaume-Uni, une affiche identique a été diffusée, destinée aux femmes britanniques.

### Philatélie
- En 1929, un timbre de 50 centimes bleu est émis à l'occasion du 5e centenaire de la délivrance d'Orléans. Jeanne y est représentée à cheval.
- En 1946, un timbre de 5 f surtaxé 4 f outremer appartient à la série « Célébrités du XVe siècle ». Ce timbre grand format est un portrait.
- En 1968, sur un timbre de 30 centimes surtaxé 10 centimes, brun et violet, elle est représentée pour illustrer l'œuvre de Paul Claudel Jeanne d'Arc au bûcher, sujet principal dont on célébrait le centenaire de sa naissance.
- La même année, la poste en fait le sujet principal dans un timbre à 60 centimes, gris-bleu, bleu et brun pour représenter le départ de Vaucouleurs en 1429. Ce timbre fait partie de la série Grands noms de l'Histoire[14].
- En 1996, un timbre de 4,50 francs polychrome est émis, représentant la maison natale de Jeanne à Domrémy.

## Médailles

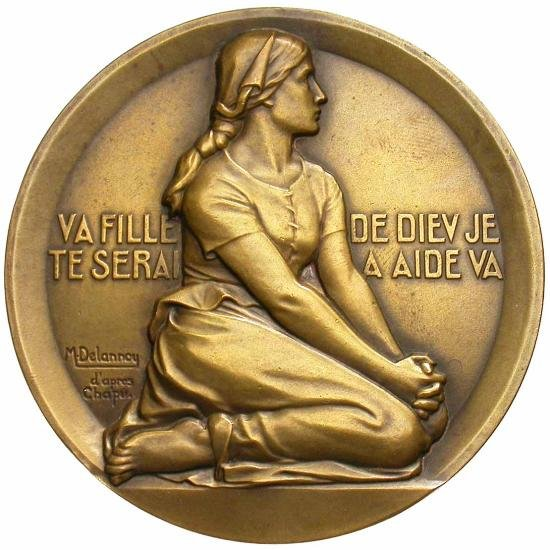
Médaille Jeanne d’Arc, La Bergère Lorraine « va fille de dieu je te serai a aide va ». Graveur : M. Delannoy.

Œuvre d'art, la médaille conjugue le génie d'un créateur et la talent d'un médailleur.
Les médailles de Jeanne d'Arc véhiculent l'iconographie multiple de l'héroïne : de la "Jeanne guerrière", en armure à la " Jeanne romantique", en robe décolletée et à la coiffe à plumes.
La plus ancienne médaille commémorative connue fut frappée sous le règne de Charles VII, après l'année 1451, pour célébrer l'expulsion des Anglais hors du royaume. Cette médaille a été émise en 1455.
De la guerre de Cent ans, intimement liée à l'épopée de Jeanne d'Arc, est née la première médaille historique française.
Plus de six siècles se sont écoulés et les médailles ont traversé le temps en nous rappelant l'immortelle beauté du dur métal.
L'histoire explique les médailles et les médailles confirment l'histoire.

## Littérature

### Bandes dessinées
- Jehanne d'Arc, série de bande dessinée de F'Murr, publiée de 1976 à 1984.
- Jehanne, série de deux tomes publiés par L'Écho des savanes, de Paul Gillon (scénario et dessins) : La sève et le sang (1993) et La Pucelle (1997)[15].
- Jeanne d'Arc, bande dessinée parue aux éditions Dupuis en 2011, par Valérie Mangin (scénario) et Jeanne Puchol (dessins)[16].
- Jeanne la pucelle, série de deux tomes publiés par Soleil Productions, de Fabrice Hadjadj (scénario) et François Cellier (dessins) : Entre les bêtes et les anges (2012) et À la guerre comme à la paix (2014)[17].
- Le Trône d'argile, série de six tomes dont les deux derniers sont consacrés à Jeanne d'Arc : La Pucelle (2012) et La Geste d'Orléans (2015), parus aux éditions Delcourt, de France Richemond (scénario) et Theo (dessins).
- Les Démons d'Armoises, série en trois tomes parus de 2012 à 2016 chez Soleil Productions, de Jean-Charles Gaudin (scénario) et Stéphane Collignon (dessins)[18].
- 1431 - L'homme qui trahit Jeanne d'Arc, deuxième album de la série L'Homme de l'année parue en 2013 aux éditions Delcourt, est une uchronie mettant en scène deux enquêteurs chargés par la mère du roi de France de faire la vérité sur la capture de Jeanne d'Arc.
- Jeanne d'Arc, bande dessinée parue aux éditions Glénat en 2016, par Jérôme Le Gris (scénario) et Ignacio Noé (dessins)[19].

### Mangas et animes
Il existe au moins une trentaine de titres de mangas ayant Jeanne d'Arc comme héroïne, parmi lesquels :
- Jeanne, manga en quatre tomes de Yoshikazu Yasuhiko initialement parus en 1995[21], publiés en France en 2002 et 2003[22].
- Kamikaze kaitou Jeanne, manga de Arina Tanemura publié à partir de 1998 dans lequel l'héroïne principale est supposée être la réincarnation de Jeanne d'Arc.
- Chrome Breaker : Jeanne d'Arc est censée être la première « fille de Marie ».
- Le Requiem du roi des roses, manga de Aya Kanno : Jeanne est décrite comme une sorcière qui a été exécutée sur le bûcher ; par la suite, son fantôme hante l'esprit de Richard d'York, le héros de l'histoire.
- Afterschool Charisma, manga de Kumiko Suekane, publié de 2008 à 2014, version française de 2011 à 2022.
- Mahou Shoujo Taruto Magika : the legend of Jeanne d'Arc, de Masugitsune et Kawazuku, publié chez Honbusha à partir de 2013.
- Rage of Bahamut: Genesis et Rage of Bahamut: Virgins Souls (animes) : Jeanne d'Arc (nommée Sainte Jeanne dans l'œuvre) est un personnage central. Elle y apparaît sous les traits d'une guerrière guidée par les Anges, et guide l'armée royale.
- Nobunaga The Fool, anime de Shōji Kawamori diffusé en 2014.

- Ulysse : Jeanne d'Arc et le chevalier alchimiste, manga publié à partir de 2015, écrit par Mikage Kasuga et dessiné par Tomari Meron
- Inazuma Eleven GO : Chronos Stone, animé de Katsuhito Akiyama diffusé en 2011

## Jeux vidéo
- 1989 : Jeanne d'Arc : Siege & the Sword, développé par Chip / Brøderbund Software sur PC, Amiga et Atari ST.
- 1992 : World Heroes, personnage de « Janne »[23]
- 1999 : Age of Empires II: The Age of Kings[24].
- 2002 : La Pucelle : Tactics développé par Nippon Ichi Software, sur PS2 et PSP
- 2004 : Jeanne d'Arc, développé par Enlight Software sur PC et Xbox.
- 2006 : Jeanne d'Arc, développé par Level-5 sur PlayStation Portable.
- 2009 : Jeanne, meilleure amie de Bayonetta dans le jeu éponyme. Une tenue bonus appelée « d’arc » peut lui être offerte.
- 2015 : Fate/Grand Order personnage central dans la première singularité.

## Parc d'attraction
Le Puy du fou, Le Secret de la Lance (2010) : spectacle vivant se déroulant au XVe siècle qui raconte l'histoire d'une jeune bergère, Marguerite, utilisant une lance aux pouvoirs surnaturels offerte par Jeanne d'Arc afin de vaincre les Anglais.